# إيلا كورا هند
إيلا كورا هند «بالإنجليزية Ella Cora Hind»، هي من أوائل النساء في مجال الصحافة، وأوائل الناشطات في مجال حقوق المرأة والإنسان في العالم ودولة كندا. دافعت عن حق المرأة في التصويت والعمل السياسي، وعن حقوق المزارعين، ولدت سنة في ال 18 من أيلول عام 1861م بتورونتو بمقاطعة كندا، وتوفيت في 6 من أكتوبر عام 1942م بوينيبيغ، مانيتوبا.

## النشأة
في 18 أيلول عام 1861، ولدت طفلة باسم «إيلا كورا هند» في تورونتو. «إيلا هند» هي ابنة إدوين هند وجين كارول. كان لديها أخوين من قبل يوسف وجورج. فقد هؤلاء الأطفال الثلاثة والديهم في سن مبكرة. كان ايلا عمرها سنتين فقط عندما فقدت والدتها «جين كارول هند». في وقت لاحق بعد أن فقدت أمها، انتقلت للعمل مع جدهم «يوسف هند». كان والدهما يعمل دائما، حيث تم نقل الأطفال إلى مزرعة جدهم في أونتاريو. بعد بضع سنوات بعيدا عن والدهم توفي في شيكاغو بمرض الكوليرا بينما كان يعمل في عام 1866.
بعد فقدان والديها عاشت كورا وجدها الذي أصبح قريبا منها جدا. جده كورا علمها تقنيات الزراعة، وتربية الخيول والماشية. حيث ترعرعت في حياة ريفية بامتياز. نشأت كورا بعيدة بعدة أميال عن أقرب مدرسة للتعليم. هذا سبب في تأخر تعليمها إلى أن بلغت سن 11، وقد علمتها خالتها أليس القراءة في المنزل إلى سنوات 1872 عندما قاموا ببناء المدارس في منطقتها قرب أرض جدها.
انتقلت عائلتها في النهاية إلى فلشرتون بأونتاريو حيث أنهت هند كورا التعليم الابتدائي. ثم انتثلت إلى أوريليا في أونتاريو حيث عاش كورا مع عمها «جورج هند»، وأكملت المرحلة الدراسية الثانوية هناك.

## النشاط الصحفي والحقوقي
في عام 1912 دافعت كورا من أجل حقوق المرأة في التصويت. كما دافعت عن المزارعين. قدمت جامعة مانيتوبا درجة بكالوريوس فخرية إيلا كورا هند في القانون عام 1935.
توفيت كورا في في 6 من أكتوبر عام 1942م بوينيبيغ، مانيتوبا. وهي تعتبر إلى حد الآن من النساء الأوائل الذين دافعو عن حقوق المرأة في التصويت والحياة السياسية الكريمة، وخلق صحافة حرة.